# 米哈伊尔·利特温
米哈伊尔·谢尔盖耶维奇·利特温（俄语：Михаил Сергеевич Литвин，1996年1月5日—），哈萨克斯坦男子田径运动员，2018年亚洲运动会混合4×400米接力银牌得主、2023年亚洲田径锦标赛男子4×400米接力金牌得主和男子400米银牌得主。